# Xavier Olea Muñoz
Xavier Olea Muñoz (Iguala, 1 de diciembre de 1923 – Taxco de Alarcón, 1 de diciembre de 2015) fue un abogado, procurador, diplomático y político mexicano. Sirvió durante un corto periodo de tiempo como gobernador de Guerrero del 31 de enero al 1 de abril de 1975, después de que su predecesor, el gobernador Israel Nogueda Otero, fuera destituido del cargo. Olea Muñoz también ejerció el cargo de embajador de México en múltiples países. En 1976, fue embajador de México en Francia y posteriormente lo fue en Japón y en Corea del Sur de 1977 hasta 1979.

## Biografía
Olea Muñoz nació en Iguala, Guerrero, el 1 de diciembre de 1923. Se licenció en la Facultad de Derecho de la Universidad Nacional Autónoma de México (UNAM). Después de eso, se convirtió en el representante personal de Adolfo López Mateos, quien fue elegido presidente de México en 1958.
En 1960, Olea fue elegido fiscal general de su estado de Guerrero, a una posición que ostentaría hasta el 4 de enero de 1961. En 1962, fue nombrado presidente de la Sociedad de Alumnos de la Facultad de Derecho de la UNAM. Como presidente, fue el encargado de dar la medalla de oro al presidente estadounidense John F. Kennedy. La Sociedad Mexicana de Geografía y Estadística lo honró con un premio al mérito en 1965. En 1966, Olea Muñoz fue designado como asesor del presidente mexicano Gustavo Díaz Ordaz.
En 1969, Olea Muñoz fue elegido vicepresidente de la Unión Internacional de Abogados, una organización profesional con sede en Bruselas, Bélgica. Ocupó una serie de cargos en la administración pública y el gobierno federal de México, entre ellos el Instituto Cultural Mexicano y la Secretaría de Turismo.
En enero de 1975, el Congreso de la Unión federal destituye de su cargo al gobernador de Guerrero Israel Nogueda Otero. El Congreso concede a Xavier Olea Muñoz el cargo de Gobernador como interino. Olea Muñoz, que estuvo en el cargo dos meses, fue sustituido por Rubén Figueroa Figueroa el 1 de abril de 1975.
Xavier Olea Muñoz comenzó entonces una carrera diplomática por diversos países del mundo. Comenzó como embajador de México en Francia en 1976. A este le siguieron el de embajador mexicano en Japón y Corea del Sur entre 1977 y 1979 y a este le siguieron el mismo cargo en Reino Unido, Italia, Suiza, Checoslovaquia, Polonia y la Unión Soviética.
En los 90, se unió al Partido de la Revolución Democrática (PRD). En 1998, Olea Muñoz fue el candidato de este partido a Gobernador de Guerrero pero fue derrotado un año después por el candidato del PRI René Juárez Cisneros. 
Taxco de Alarcón honoraron a Xavier Olea Muñoz con la entrega de la llave de la ciudad el 30 de noviembre de 2013. Dos años después en esa misma ciudad,  Xavier Olea moriría a los 92 años de edad. Su hijo, Xavier Olea Peláez, es también abogado criminalista.